# Fred Sauer
Fred Sauer (Graz, 14 luglio 1886 – Berlino, 17 settembre 1952) è stato un regista, sceneggiatore e attore austriaco.
Attore teatrale, si avvicinò al cinema nei primi anni dieci dove lavorò anche come sceneggiatore. Passato alla regia, in Germania e nei paesi di area tedesca diventò popolare per le sue commedie nelle quali si trovò a dirigere alcuni dei nomi più noti del teatro e del cinema comico di quel periodo.

## Biografia
Fred Sauer iniziò la sua carriera in Austria come attore teatrale. In Germania, nel 1909, debuttò - sempre a teatro - come regista, dirigendo il dramma Jugend di Max Halbe, un lavoro che avrebbe portato poi anche sullo schermo nel 1922 in versione cinematografica. Nel cinema, esordì nel 1913 come attore e sceneggiatore in alcuni film diretti da Joseph Delmont, apparendo in Dichterlos, Auf einsamer Insel, Das Tagebuch eines Toten e Das Recht aufs Dasein. Fino al 1920, lavorò ancora spesso come attore anche se, dal 1915, finì per dedicarsi prevalentemente alla regia, diventando uno dei più conosciuti registi del cinema muto tedesco. Specializzato in commedie, diresse sia il famoso comico bavarese Weiß-Ferdl che i danesi Pat e Patachon, duo di culto all'epoca, in alcuni film che gli diedero molta popolarità.
Nella sua carriera, diresse quasi settanta pellicole, ne sceneggiò una trentina e ne interpretò poco più di una decina.
Morì a Berlino il 17 settembre 1952 a sessantasei anni.

## Filmografia

### Regista
- Der Mann mit der leuchtenden Stirn (1915)
- Der Strumpf (1915)
- Die Einsame (1916)
- Der Mann im Eis (1916)
- Der seltsame Gast (1918)
- Not und Verbrechen (1919)
- Im Dienste der Liebe (1919)
- Die Nacht des Grauens (1919)
- Die Gesunkenen (1919)
- Dämon Blut - 2. Teil (1920)
- Die 999. Nacht (1920)
- Das Grauen (1920)
- Der Abenteurer von Paris (1920)
- Das Gesetz der Wüste (1920)
- Der gelbe Diplomat (1920)
- Der Apachenlord (1920)
- Der Mann mit den drei Frauen (1920)
- Der Tod im Nacken (1920)
- Dämon Blut - 2. Teil (1920)
- Monte Carlo (1921)
- Wer unter Euch ohne Sünde ist... (1921)
- Die Diktatur der Liebe, 2. Teil - Die Welt ohne Liebe
- Vergiftetes Blut
- Aus den Tiefen der Großstadt
- Die Schuldige
- Madame X und die 'Schwarze Hand'
- Die Schreckensmühle
- Das Komplott im Bankviertel
- Die Silbermöve (1922)
- Jugend (1922)
- Die Schatten jener Nacht (1922)
- Die Männer der Frau Clarissa (1922)
- Time Is Money (1923)
- Das Komödiantenkind (1923)
- Das kalte Herz (1924)
- Aufstieg der kleinen Lilian (1925)
- Friesenblut (1925)
- Schiff in Not (1925)
- Die Millionenkompagnie (1925)
- Deutsche Herzen am deutschen Rhein (1926)
- Wenn das Herz der Jugend spricht (1926)
- Die Frau die nicht nein sagen kann (1927)
- Der Sieg der Jugend (1927)
- Das Erwachen des Weibes (1927)
- Er geht rechts - Sie geht links! (1928)
- Ledige Mütter (1928)
- In Werder blühen die Bäume... - Die Geschichte zweier lustiger Berliner Jungen (1928)
- Lockendes Gift (1929)
- Die Abenteurer G.m.b.H. (1929)
- Möblierte Zimmer (1929)
- Fräulein Fähnrich (1929)
- Gefahren der Brautzeit (1930)
- Stud. chem. Helene Willfüer (1930)
- Wiener Herzen (1930)
- Ein Walzer im Schlafcoupé (1930)
- Die Fremde (1931)
- Der Tanzhusar (1931)
- Der Stolz der 3. Kompanie (1932)
- Der Kampf um den Bär (1933)
- Heimat am Rhein (1933)
- Der Meisterboxer (1934)
- Alte Kameraden (1934)
- Der Herr Senator. Die fliegende Ahnfrau (1934)
- Die beiden Seehunde (1934)
- Alles weg'n dem Hund (1935)
- Mädchenräuber (1936)
- Blinde Passagiere (1936)
- Gordian, der Tyrann (1937)
- Der Lachdoktor (1937)

### Sceneggiatore
- Dichterlos, regia di Joseph Delmont (1913)
- Der Strumpf, regia di Fred Sauer (1915)
- Der Einsiedler von St. Georg, regia di Emmerich Hanus (1916)
- Die Verschollene, regia di Fred Sauer (1916)
- Der Mann im Eis , regia di Fred Sauer (1916)
- Das Leid, regia di Fred Sauer (1916)
- Die Einsame, regia di Fred Sauer (1916)

- Es zogen drei Burschen, regia di Carl Wilhelm (1928)

### Attore
- Dichterlos, regia di Joseph Delmont (1913)
- Das Recht auf Dasein, regia di Joseph Delmont (1913)
- Das Tagebuch eines Toten, regia di Joseph Delmont (1913)
- Der geheimnisvolle Klub, regia di Joseph Delmont (1913)
- Auf einsamer Insel, regia di Joseph Delmont (1913)
- Pauline, regia di Henri Étiévant (1914)
- Der Mann mit der leuchtenden Stirn
- Die Einsame, regia di Fred Sauer (1916)